# Quintette à cordes no 3 de Dvořák
Pour les articles homonymes, voir Quintette à cordes (homonymie).
Le Quintette à cordes no 3 en mi bémol majeur, B. 180 (op. 97), est composé par Dvořák lors de son séjour dans l’Iowa, en un peu plus d'un mois, durant l’été 1893, juste après le quatuor à cordes Américain. Ce quintette est démonstratif de la façon dont le compositeur combine son sang bohémien avec l'inspiration américaine. Il s'agit de la troisième œuvre du compositeur pour cette formation, la première étant l'opus 1 de 1861 et la seconde, l'opus 77 de 1875
Ses quatre mouvements sont :
1. Allegro non tanto
2. Allegro vivo
3. Larghetto
4. Finale. Allegro giusto

L'œuvre dure environ une demi-heure.